# 미즈노 고키
미즈노 고키(일본어: 水野 晃樹, 1985년 9월 6일, 시즈오카현 시즈오카시 ~ )는 일본의 축구 선수이며, 현재 J3리그의 이와테 그루자 모리오카에서 뛰고 있다.

## 구단 경력
그는 2004년부터 J리그의 제프 유나이티드 지바, 가시와 레이솔, 방포레 고후, 베갈타 센다이, 사간 도스, 로아소 구마모토, SC 사가미하라, 이와테 그루자 모리오카에서 활동하였다.

## 국가대표팀 경력
그는 2005년 FIFA 세계 청소년 축구 선수권 대회에 참가할 일본 U-20 국가대표팀에 발탁되었으며, 4경기에 출전, 1득점을 넣었다.
그는 2007년 3월 24일 페루과의 경기에서 일본 국가대표팀에 데뷔했다. 2007년 AFC 아시안컵에도 출전했다. 그는 국제 A매치 통산 4경기에 출전했다.

## 통계
| 일본 | 일본 | 일본 |
| 연도 | 출전 | 득점 |
| ---- | ---- | ---- |
| 2007 | 4    | 0    |
| 통산 | 4    | 0    |